# Phlegetonia holocausta
Phlegetonia holocausta är en fjärilsart som beskrevs av George Francis Hampson 1905. Phlegetonia holocausta ingår i släktet Phlegetonia och familjen nattflyn. Inga underarter finns listade i Catalogue of Life.